# District de Montélimar
Le district de Montélimar est une ancienne division territoriale française du département de la Drôme de 1790 à 1795.
Il était composé des cantons de Montélimar, Beaume, Donzere, Grignan, Lauzet, Marsanne, Montjabron, Neufmazenc, Paulfontaine, Pierrelatte et Taulignan.